# Ruth Unzu
Ruth Unzu Ripoll, nacida el 11 de enero de 1980 en Villava (Navarra, España) es una atleta navarra, especialista en pruebas combinadas.
Su mayor logro es el título absoluto que logró en los Campeonatos de España en pista cubierta en el año 2006, en la prueba de pentatlón. Es poseedora de tres récords navarros absolutos en las pruebas de 4 x 100 (con un tiempo de 46.27 junto con sus compañeras de club en el Pamplona Atlético Amaia Ederra, Victoria Villanueva y Arantxa Reinares), heptatlón (5.481 puntos) y pentatlón (4.031 puntos). A lo largo de su carrera ha sido internacional hasta en 8 ocasiones.

## Biografía
Se inició en el atletismo en las filas del Club Atletismo Ederki, destacando en categoría júnior en las pruebas combinadas, siendo su fuerte la velocidad en vallas. Obtuvo su primer Campeonato de España en categoría júnior en el año 1999, en la prueba de pentatlón. Continuó su progresión en las filas del Pamplona Atlético logrando dos nuevos Campeonatos de España, ya en categoría promesa, con sus victorias en heptatlón (2001) y 60 metros vallas (2002).
Una vez en categoría absoluta se consolidó en lo alto del ranking español de las pruebas combinadas, finalizando desde el año 2003 al 2006, en el tercer puesto del escalafón. Y fue precisamente en esta última temporada en la que logró su primer Campeonato de España absoluto en pentatlón, en los campeonatos celebrados en San Sebastián en el Velódromo de Anoeta. Ese mismo año en la edición de los campeonatos al aire libre, se colgó la medalla de bronce en heptatlón, repitiendo el éxito del año 2005.
Estos registros le valieron para alcanzar la internacionalidad, siendo parte del equipo español de pruebas combinadas que logró el ascenso a la Primera División de la Copa de Europa, en el año 2006.
En el año 2007 su progresión se vio truncada merced a una inoportuna lesión cuando disputaba los Campeonatos de España al aire libre en el estadio de Anoeta. La lesión se produjo en la penúltima prueba de la competición, la jabalina, cuando se encontraba en el tercer puesto de la clasificación.
Así pues la temporada del año 2008, se vio marcada por esa grave lesión que afectó a su preparación, pues estuvo prácticamente un año sin competir, pero aun así consiguió mantenerse en el ranking de los diez mejores a nivel nacional. No obstante al finalizar la temporada y tras el parón en su carrera que supuso la lesión de menisco, se vio privada de la beca que recibía de la Fundación Miguel Induráin (auspiciada por el Gobierno de Navarra para fomentar el deporte navarro), que venía recibiendo desde el año 2002.

## Historial Internacional[6]
| Prueba                  | Año  | Lugar     | Prueba    | Clasificación |
| Copa de Europa          | 2004 | Tallin    | Heptatlón | 24.º (5.076)  |
| Copa de Europa          | 2005 | Maribor   | Heptatlón | 9.º (5.065)   |
| Copa de Europa          | 2006 | Monzón    | Heptatlón | 6.º (5.270)   |
| Juegos Iberoamericanos  | 2004 | Huelva    | Heptatlón | 6.º (5.047)   |
| Encuentro internacional | 2002 | Eaubonne  | Pentatlón | 10.º (3.395)  |
| Encuentro internacional | 2003 | Cardiff   | Pentatlón | 20.º (3.305)  |
| Encuentro internacional | 2004 | Zuidbroek | Pentatlón | 18.º (3.689)  |
| Encuentro internacional | 2005 | Aubiére   | Pentatlón | 15.º (3.731)  |
| Encuentro internacional | 2006 | Praga     | Pentatlón | 13.º (3.904)  |
| Encuentro internacional | 2007 | Zaragoza  | Pentatlón | 17.º (3.652)  |

## Clubes
| Temporadas | Equipo           | Entrenador    | Categorías         |
| 1998/1999  | Atletismo Ederki | Fernando Unzu | Júnior             |
| 2000/2006  | Scania-Pamplona  | Fernando Unzu | Promesa y Absoluta |
| 2007/2010  | Scania-Navarra   | Fernando Unzu | Absoluta           |

## Mejores marcas[7]
Marcas personales
- Heptatlón - 5.481 puntos (2006 - récord navarro)
- Pentatlón - 4.031 puntos (2006 - récord navarro)
- 100 metros vallas - 13.86s (2004)
- Salto de altura - 1.70m - (2005)
- Lanzamiento de peso - 12.48m (2006)
- 200 metros lisos - 25.16s (2005)
- Salto de longitud - 6.12m (2006)
- Lanzamiento de jabalina - 34.39m (2009)
- 800 metros lisos - 2:19.18 (2005)

Otras marcas
- 4 x 100 - 46.27s (2003 - récord navarro)
- Primer día Heptatlón - 3.288 puntos (2005)
- Segundo día Heptatlón - 2.219 puntos (2006)
- 60 metros lisos - 7.83s (1999)
- 100 metros lisos - 12.42s (2004)
- 300 metros lisos - 43.53s (1995)
- 400 metros lisos - 60.72s (1997)
- 60 metros vallas - 8.4s (2000)
- 400 metros vallas - 65.99s (1998)
- Triple salto - 11.46m (2007)

## Progresión[8]
| Año (edad) | Club             | Heptathlón | Ranking España    | Pentathlón | Ranking España    |
| ---------- | ---------------- | ---------- | ----------------- | ---------- | ----------------- |
| 1998 (18)  | Atletismo Ederki | 4.084      | 20.º (5.º júnior) | 3.310      | 13.º (3.º júnior) |
| 1999 (19)  | Atletismo Ederki | 4.126      | 19.º (7.º júnior) | 3.343      | 8.º (1.º júnior)  |
| 2000 (20)  | Scania Pamplona  | 4.253      | 18.º              | 3.336      | 10.º              |
| 2001 (21)  | Scania Pamplona  | 4.763      | 8.º               | 3.251      | 12.º              |
| 2002 (22)  | Scania Pamplona  | 4.980      | 6.º               | 3.579      | 5.º               |
| 2003 (23)  | Scania Pamplona  | 5.240      | 3.º               | 3.705      | 5.º               |
| 2004 (24)  | Scania Pamplona  | 5.239      | 3.º               | 3.756      | 4.º               |
| 2005 (25)  | Scania Pamplona  | 5.336      | 3.º               | 3.904      | 4.º               |
| 2006 (26)  | Scania Pamplona  | 5.481      | 3.º               | 4.031      | 1º                |
| 2007 (27)  | Scania Navarra   | 5.112      | 6.º               | 3.876      | 5.º               |
| 2008 (28)  | Scania Navarra   | 4.824      | 9.º               | -          | -                 |
| 2009 (29)  | Scania Navarra   | 4.953      | -                 | -          | -                 |
| 2010       | Scania Navarra   | -          | -                 | 3.626      | 5.º               |

## Honores
- En el año 1997 tuvo el honor de lanzar el txupinazo de las fiestas de su localidad natal, Villava, conjuntamente con el patinador Garikoitz Lerga.[cita requerida]